# Лаури-Пуэбло
Лаури-Пуэбло (англ. Lowry Pueblo) — археологический памятник древних пуэбло на территории Национального памятника «Каньоны древних» (en:Canyons of the Ancients National Monument) близ Плезант-Вью в штате Колорадо, США. Поселение-пуэбло было построено около 1060 года поверх колодцеобразных домов более древнего происхождения. Обитатели вели сельскохозяйственный образ жизни, охотились на мелкую дичь, изготавливали искусную декоративную керамику, носили одежду из хлопка, который выменивали у соседей.
Название памятнику дано в честь землевладельца Джорджа Лаури (George Lowry).
Раскопки Лаури-Пуэбло проводил в 1930—1936 годах археолог Пол Мартин (en:Paul S. Martin) из Полевого музея естественной истории (en:Field Museum of Natural History) в Чикаго. Памятник причислен к Национальным историческим достопримечательностям (en:National Historic Landmark) 19 июля 1964 года и включён в состав Национального памятника «Каньоны древних» 9 июня 2000 года.

## Галерея

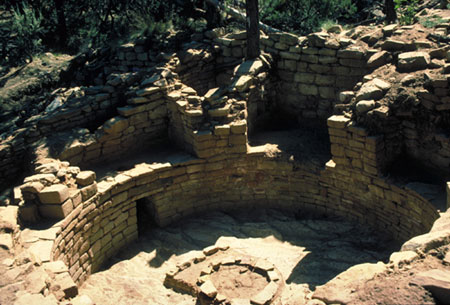
Развалины кив
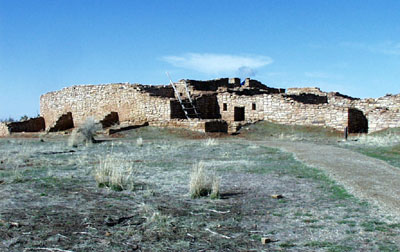
Лаури-Пуэбло
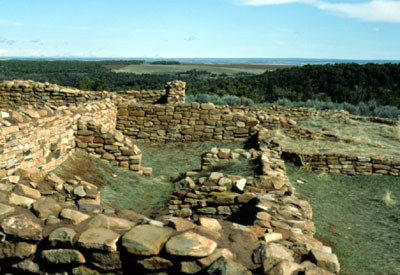
Лаури-Пуэбло
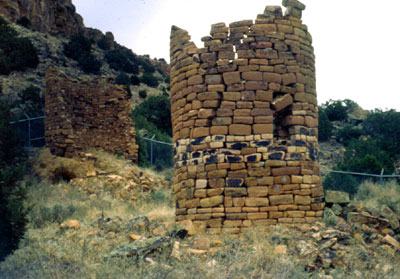
В Каньонах древних нередко встречаются каменные башни